# Stazione di Pieve Emanuele
La stazione di Pieve Emanuele è una fermata ferroviaria posta sulla linea Milano-Tortona, a servizio dell'omonimo comune.

## Storia
Nonostante la ferrovia Milano-Genova attraversi il territorio del comune di Pieve Emanuele fin dall'epoca della sua costruzione, in origine non vi era stata realizzata alcuna stazione, nemmeno per tutta la seconda metà del XX secolo, periodo in cui il territorio pievese è stato interessato da un intenso processo di urbanizzazione ed immigrazione.
La fermata di Pieve Emanuele è stata attivata il 9 giugno 2013, con l'introduzione dell'orario ferroviario estivo, dopo che l'iter legislativo necessario e l'esecuzione dei lavori avevano richiesto circa dieci anni.
È gestita da Rete Ferroviaria Italiana.
A seguito del quadruplicamento Milano-Pavia, la stazione di Pieve Emanuele verrà convertita in stazione e diventerà anche capolinea del servizio suburbano S2, gestito da Trenord.

## Movimento
La fermata di Pieve Emanuele è servita dai treni suburbani della linea S13, eserciti da Trenord e cadenzati a frequenza semioraria.

## Interscambi
Presso la stazione effettuano capolinea alcune linee gestite da ATM che collegano i comuni limitrofi e osserva fermata il servizio extraurbano della provincia di Pavia gestito da Autoguidovie. Sono anche presenti alcune corse del servizio di bus a chiamata Smart Bus in direzione Basiglio e Rozzano.

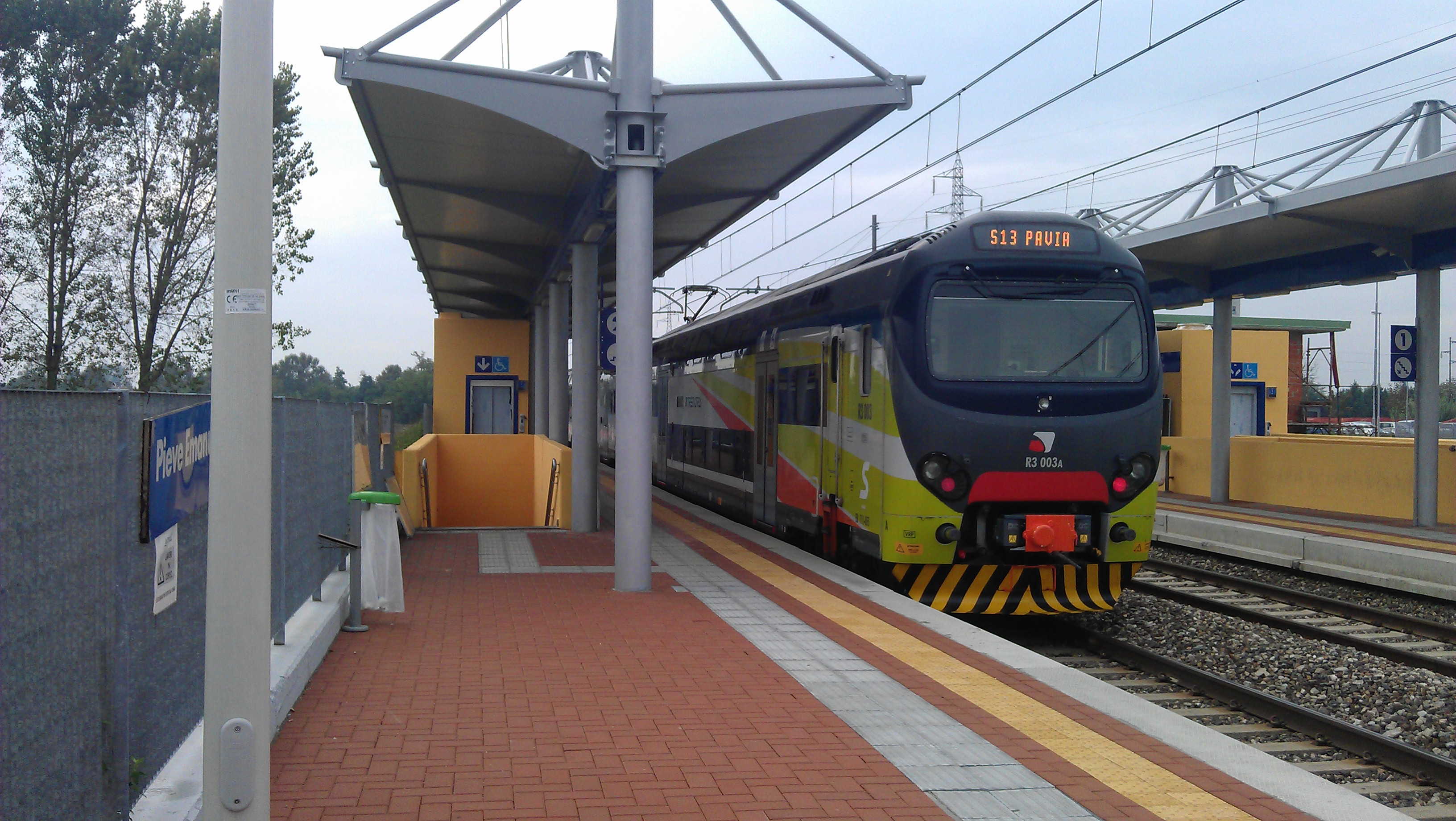
Un treno della linea S13 in partenza da Pieve Emanuele

- Fermata autobus

## Servizi
La stazione offre i seguenti servizi:
- Sala di attesa
- Biglietteria automatica
- Bar